# Yatzy Brodda
Yatzy Brodda, född 22 maj 1997 på Brodda stuteri i Skurup i Skåne län, var en svensk varmblodig travhäst. Hon tränades av sin ägare Stefan Melander och kördes oftast av Jorma Kontio.
Yatzy Brodda tävlade åren 2000–2004 och sprang in 5,9 miljoner kronor på 77 starter varav 28 segrar, 10 andraplatser och 11 tredjeplatser. Hon tillhörde världseliten bland ston. Hon tog åtta raka segrar mellan juli 2001 och mars 2002. Hon tog karriärens största segrar i Derbystoet (2001), Breeders' Crown för 4-åriga (2001) och Gran Premio Ivone Grassetto (2002). Hon kom även på andraplats i Gran Premio Campionato Europeo (2002) samt på tredjeplats i Korta E3-finalen (2000) och Breeders' Crown för 3-åriga (2000). Hon kom på fjärdeplats i Prix de Paris (2004) på Vincennesbanan.
Efter karriären har hon varit avelssto. Hon har lämnat efter sig bland andra Full Authority (2006) som är mor till bland andra Test Drive (2013).